# Војна наука
Војна наука (енгл. military science) је систем знања о суштини и садржају оружане борбе и рата у целини.

## Дефиниција
Предмет војне науке је рат и његов битни елемент - оружана борба, као и суштински проблеми теорије и праксе ратне вештине. С обзиром да су то друштвене појаве, војна наука по својим основним обележјима припада групи друштвених наука, али се користи и достигнућима природних наука.
Рат и оружану борбу изучавају и многе друге науке (социологија, историја, право, политичка економија, психологија), али свака у домену свој предмета и методологије. Војна наука изучава рат и оружану борбу, пре свега, са становишта ратне вештине, јер се тим феноменом не бави ниједна друга наука. 

## Историја
Као систем знања о рату и оружаној борби, војна наука се обликује тек у 18. и 19. веку, мада је рат као друштвена појава врло рано постао предмет интересовања појединих мислилаца, посебно филозофа. Међутим, пут уопштавања ратних искустава и њиховог коришћења у пракси био веома дуг и овисан од општег материјалног и културног развоја друштва и науке у целини. Најпре се сводио на описивање догађаја у којима се општа историја преплитала са војном, а већ у 6. веку п. н. е. појављује се Сун Цуова Вештина ратовања, најстарије познато дело о ратној вештини. Литература о рату и оружаној борби постајала је временом све обимнија, а после масовног увођења ватреног оружја у 17. веку, развоја артиљерије, балистике и фортификације, бројног повећања оружаних снага и стварања штабова, објављивањем првих војних правила - предмет војне науке се проширује на готово све процесе оружане борбе. Стварањем масовних националних армија у првој половини 19. века, модерна војна науке утемељена је у теоријским радовима Карла фон Клаузевица (у Пруској) и Антоана Жоминија (у Француској).

## Класификација војне науке
Преовлађује мишљење да дисциплине које изучавају војне аспекте рата и оружане борбе чине систем војне науке, у којем водеће место припада ратној вештини. Основу система војне науке чине стратегија, оператика или оперативна вештина и тактика. Оне се баве истраживањем појава, међусобних веза и законитости у оружаној борби и рату. Остале војне науке могу се поделити на:
- традиционалне - војна историја, војна географија и војна топографија.[1]
- опште - теорија војне организације, теорија руковођења, управљања и командовања, теорија снабдевања и транспорта.[1]
- друштвено-економске: међународно и поморско ратно право, војна и ратна економија, војна психологија, војна андрагогија.[1]
- војнотехничке: балистика, војна кибернетика, фортификација, ракетна балистика, теорија гађања.[1]
- војномедицинске: војна медицина, ратна хирургија, војна хигијена и епидемиологија.[1]

## Војска и друштво
Ова специјалност испитује начине на које војска и друштво међусобно делују и обликују једни друге. На динамичко раскршће на коме се сусрећу војска и друштво утичу трендови у друштву и безбедносно окружење. Ово поље проучавања може се повезати са делима Клаузевица („Рат је наставак политике другим средствима“) и Сун Цуа („Ако није у интересу државе, не делујте“). Савремена мулти и интердисциплинарна област вуче своје корене од Другог светског рата и радова социолога и политиколога. Ова област проучавања обухвата „све аспекте односа између оружаних снага, као политичке, друштвене и економске институције, и друштва, државе или политичког етничког покрета чији су они део“. Теме које су често укључене у делокруг војске и друштва су: ветерани, жене у војсци, војне породице, регрутација и задржавање, резервне снаге, војска и религија, војна приватизација, цивилно-војни односи, цивилно-војни сарадња, војна и популарна култура, војска и медији, војна помоћ и помоћ у катастрофама, војска и животна средина и замагљивање војних и полицијских функција.

### Запошљавање и задржавање
У добровољачкој војсци, оружане снаге се ослањају на тржишне снаге и пажљиво регрутовање да би попуниле своје редове. Због тога је веома важно разумети факторе који мотивишу регрутацију и поновно ангажовање. Припадници службе морају имати менталну и физичку способност да се суоче са изазовима војне службе и да се прилагоде војним вредностима и култури. Студије показују да мотивација за регрутацију генерално укључује и лични интерес (плату) и нетржишне вредности попут авантуре, патриотизма и другарства.

### Ветерани
Студија ветерана или припадника војске који одлазе и враћају се у друштво једно је од најважнијих подобласти војних и друштвених студија. Ветерани и њихова питања представљају микрокосмос поља. Војни регрути представљају уносе који прелазе из заједнице у оружане снаге, ветерани су излазници који напуштају војску и поново улазе у друштво промењени током свог времена као војници, морнари, маринци и авијатичари. Друштво и ветерани суочавају се са вишеструким слојевима адаптације и прилагођавања по њиховом поновном уласку.

## Међународна удружења за војне науке или студије
Постоје многа међународна удружења чија је основна сврха окупљање научника из области војних наука. Нека су интердисциплинарна и имају широк обим, док су друга затворена и специјализована фокусирајући се на специфичније дисциплине или предмете. Нека су интегрисана у шире научне заједнице као што су Међународна социолошка асоцијација (ISA) и Америчко психолошко удружење (APA), док су друга израсла из војних институција или појединаца који су били посебно заинтересовани за области војне науке, и која су војна, одбрамбена или оријентисана на оружане снаге. Нека од ових удружења су:
- Америчко психолошко удружење; Дивизија 19: Друштво за војну психологију (APA-Div19)[13]
- Европска истраживачка група за војску и друштво (ERGOMAS)[14]
- Међууниверзитетски семинар о оружаним снагама и друштву (IUS)[15]
- Међународни конгрес о физичким перформансама војника (ICSPP) [16]
- Међународно удружење војних тестирања (IMTA)[17]
- Међународно друштво војних наука (ISMS)[18]
- Међународно социолошко удружење; РЦ01 Оружане снаге и решавање конфликата[19]

## Часописи за војне студије
Запажени часописи из области војних наука:
- Armed Forces & Society
- European Security
- International Journal of Intelligence and CounterIntelligence
- International Peacekeeping
- International Security
- Joint Forces Quarterly
- Journal of Strategic Studies
- Military Psychology
- Military Review
- Orbis (journal)
- Parameters (journal) Квартални часопис Ратног колеџа америчке војске
- Security Dialogue
- Security Studies (journal)
- Survival (journal)
- The RUSI Journal
- The Washington Quarterly